# Marilyn Kelly-Buccellati
Marilyn Kelly-Buccellati (...) è un'archeologa, storica dell'arte del Vicino Oriente antico, statunitense.

## Biografia
Marilyn Kelly Buccellati ottiene il Bachelor's Degree in Storia nel 1961 presso il College of St. Elizabeth, New Jersey e successivamente nel 1967 il Master's Degree in Lingue e civiltà orientali presso l'Oriental Institute dell'Università di Chicago, dove nel 1974 consegue anche il dottorato di ricerca in Near Eastern Languages and Civilizations.
Marilyn Kelly-Buccellati scava e conduce, insieme al marito Giorgio Buccellati, ricerche sull'archeologia e la storia dell'arte dell'antico Vicino Oriente da oltre 50 anni. Il suo dottorato di ricerca conseguito presso l’Oriental Institute dell'Università di Chicago era incentrato sul terzo millennio a.C. nel Caucaso. Ha insegnato archeologia e storia dell'arte alla California State University di Los Angeles ed è ora professore invitato presso il Cotsen Institute of Archaeology, UCLA.
È direttrice del progetto archeologico di Urkesh/Tell Mozan, in Siria, un sito che si estende dal quarto al secondo millennio a.C., che ha fornito elementi cruciali per la nostra comprensione della storia, dell'arte e dell'architettura della Mesopotamia settentrionale.
Si è ritirata per pensionamento dal Dipartimento d'arte della California State University di Los Angeles, dove ha insegnato arte antica e archeologia per 30 anni. Attualmente è ricercatrice associata del Cotsen Institute of Archaeology presso l'UCLA.
Ha ricevuto il Premio Balzan 2021 per l'arte e archeologia del Vicino Oriente Antico, insieme al marito Giorgio Buccellati.

## Interessi di ricerca e studi[3]
I suoi interessi di ricerca includono l'iconografia dei sigilli siro-mesopotamici, la ceramica, gli antichi segni di identificazione delle merci (markers), la preistoria nel Caucaso meridionale. Ha pubblicato molti rapporti di scavo legato ai siti di Terqa e in particolare di Urkesh/Tell Mozan, entrambi in Siria, e attualmente sta terminando un volume digitale sulla ceramica scavata a Urkesh, che sarà pubblicato all'interno del sito web dell’Urkesh Global Record.
Archeologa e storica dell'arte del Vicino Oriente antico, specializzata nella zona della Siro-Mesopotamia e del Caucaso nel terzo e secondo millennio a.C., ha scavato a Nippur in Iraq, Korucutepe in Turchia, Terqa in Siria dove è stata co-direttrice dal 1976-1988. A Urkesh/Tell Mozan è stata direttrice degli scavi dal 1983 al 2020. Ha organizzato indagini archeologiche (scavi e surveys) in Iraq, Siria e Caucaso, ed è stata membro degli scavi italo-georgiani ad Aradetis Orgora (dal 2013-2017) e a Lagodekhi (dal 2018).
I suoi studi si sono concentrati principalmente sulla stratigrafia, l'architettura e l’analisi ceramica dei siti in cui ha scavato (soprattutto Urkesh). È stata in grado di identificare l'uso di una grande fossa antica scavata a Mozan come una fossa rituale (necromantica) hurrita usata per rituali usati per comunicare con l’aldilà. Ha scritto numerose pubblicazioni su antichi sigilli cilindrici e iconografie di impronte di sigilli.
Combinando il suo interesse per la stratigrafia e l'iconografia, ha lavorato sulle molte migliaia di impronte di sigilli frammentate e ritrovate negli scavi di Urkesh (principalmente dal Palazzo reale AP) in modo da poter determinare i motivi iconografici che contenevano che incarnavano un nuovo stile hurrita. Attraverso la ricerca congiunta con suo marito, Giorgio Buccellati, ha analizzato in profondità sia le scene che le iscrizioni su queste impronte di sigilli di Tell Mozan, recuperando l'antico nome del sito, Urkesh, e i nomi di molti dei re, delle regine e dei servi della corte reale. L'identificazione del sito di Tell Mozan come una città hurrita governata da una dinastia locale risalente al terzo millennio l'ha resa la prima città hurrita finora conosciuta. La ricostruzione dell'iconografia di Urkesh ha portato la studiosa a meglio approfondire la posizione e il ruolo delle donne della corte reale di Urkesh.

## Principali pubblicazioni(selezione in ordine cronologico inverso)[13]
- 2020 (EN): “Continuity and Innovation at Urkesh in the ED III Period,” in M.E. Balza, P. Cotticelli-Kurras, L. d’Alfonso, M. Giorgieri, F. Giusfredi and A. Rizza (eds), Città e parole, argilla e pietra. Studi offerti a Clelia Mora da allievi, colleghi e amici, Biblioteca di Athenaeum 65, Bari: EDIPUGLIA, pp. 295–310.
- 2020 (EN): “Sifting or Not: Research on the Effectiveness of Sifting,” in Nadja Cholidis, Elisabeth Katzy and Sabina Kulemann-Ossen (eds), Zwischen Ausgrabung und Ausstellung, Beiträge zur Archäologie Vorderasiens. Festschrift für Lutz Martin, marru: Studien zur Vorderasiatischen Archäologie 9, Münster: Zaphon, pp. 259–266.
- 2020 (EN): “Archaeological Digital Narratives: The Case of Urkesh Ceramics,” in Alexander Ahrens, Dörte Rokitta-Krumnow, Franziska Bloch and Claudia Bührig (eds), Drawing the Threads Together, Studies on Archaeology in Honour of Karin Bartl, marru: Studien zur Vorderasiatischen Archäologie 10, Münster: Zaphon, pp. 379–398 (with Giorgio Buccellati).
- 2020 (EN): “The Urkesh Mittani Horizon: Ceramic Evidence,” in Michele Cammarosano et al. (eds), talugaesh wittesh. Ancient Near Eastern Studies presented to Stefano de Martino, Kasion. Publikationen zur ostmediterranen Antike/Publications on Eastern Mediterranean Antiquity 2, Münster: Zaphon, pp. 237–256.
- 2019 (EN): “Urkesh Ceramic Evidence for Function,” in A. Pieńkowska, D. Szeląg and I. Zych (eds), Stories told around the fountain. Papers offered to Piotr Bieliński on the occasion of his 70th birthday, Warsaw: University of Warsaw Press; PCMA UW., pp. 285–304.
- 2019 (EN): “Emulation as a Strategy of Urkesh Potters and its Long Term Consequences,” Sh. N. Amirov (ed.), Caucasian Mountains and Mesopotamian Steppe. Festschrift for R. M. Munchaev, Moscow: ИАРАН, pp. 355–61.
- 2016 (ITA): Georgia Paese d’oro e di fede. Identità e alterità nella storia di un popolo, Firenze: Società editrice fiorentina, 128 pp.
- 2016 (EN): “Women's Power and Work in Ancient Urkesh” in S.L. Budin and J.M. Turfa (eds), Women in Antiquity: Real Women across the Ancient World, London, New York: Routledge, pp. 48–63.
- 2016 (EN): “The Urkesh Ceramics Digital Book,” in Paola Corò et al. (eds), Libiamo ne’ lieti calici. Ancient Near Eastern Studies Presented to Lucio Milano on the Occasion of his 65th Birthday by Pupils, Colleagues and Friends, Münster: Ugarit-Verlag, pp. 721–734.
- 2015 (EN): “Power and Identity Construction in Ancient Urkesh,” in Paola Ciafardoni and Deborah Giannessi (eds), From the Treasures of Syria. Essays on Art and Archaeology in Honour of Stefania Mazzoni, Leiden: Nederlands Inst. voor het Nabije Oosten, pp. 111–130.
- 2009 (EN): “Uqnitum and Tar’am-Agade, Patronage and Portraiture at Urkesh,” in J.C. Finke (ed.), Festschrift für Gernot Wilhelm anläßlich seines 65. Geburtstagesam 28. Januar 2010, Dresden: ISLET, pp. 185–202
- 2003 (DE): “Ein hurritischer Gang in die Unterwelt,” Mitteilungen der Deutschen Orient-Gesellschaft 134, pp. 131–148.
- 2002 (EN): “Tar’am-Agade, Daughter of Naram-Sin, at Urkesh,” in L. Al-Gailani, J. Curtis, H. Martin, A. McMahon, J. Oates and J. Reade (eds), Of Pots and Plans. Papers on the Archaeology and History of Mesopotamia and Syria presented to David Oates in Honour of his 75th Birthday, London: Nabu Publications, pp. 11–31 (con Giorgio Buccellati).